# Крія-йога
Крія-йоґа (санскрит क्रिया kriya-yogā, буквально «йоґа дії»). Слово крія утворено від кореня кар («діяти») і може, у принципі, стосуватися будь-якої діяльності, але найчастіше зустрічається в сенсі «релігійний обряд». У Бгаґавадґіті (11:48) Крішна говорить Арджуні: «Ані вивчення Вед, ані жертвопринесення, ані роздача дарів, ані крії (ритуали), ані сувора аскеза не дали у світі людей нікому, крім тебе, найбільший герою серед нащадків Куру, можливості бачити Мене таким».
«Крія-йоґа-сара» («Сутність обрядової йоги», додаток до останньої книги Падма-Пурани) радить поклонятися богові Вішну не абстрактною медитацією (дг'яною), а молитвами та жертовними обрядами. У сімнадцятій главі першої книги Шива-пурани крія-йоґ, який бере участь у священних обрядах (кріях), віднесений до нижчого розряду йоґів, вище якого тапо-йоґ, котрий вправляється в аскезі, і джапа-йоґ, який постійно повторює мантру.
У хатха-йозі (санскрит हठयोग, haṭhayoga) кріями називаються техніки очищення організму.
Патанджалі в «Йоґа-сутрах» (2:1) визначає крія-йоґу як тапас (аскезу), свадг'яю (вивчення Вед) та Ішвара-пранідгану (відданість Всевишньому).
Парамаганса Йогананда вважав крія-йоґу формою раджа-йоґи. У книзі «Автобіографія йоґа» він пише: «Крія-йоґа, яка так часто згадується на цих сторінках, стала широко відомою в Індії завдяки Лагірі Магашаї, вчителю мого гуру. Це єднання (йоґа) з Вічним за допомогою певної дії, або обряду (крії)… Крія-йоґа є простим психофізіологічним методом, за допомогою якого кров людини звільняється від вуглекислоти й насичується додатковим киснем. Атоми цього надлишкового кисню перетворюються в потоки енергії життя, що омолоджують головний мозок і цереброспінальні центри. Припиняючи накопичення венозної крові, йоґ може запобігти розпаду тканин тіла або уповільнити його. Справжній майстер йоґи перетворює клітини свого тіла в енергію».